# 한재초등학교 중옥분교
한재초등학교 중옥분교는 전라남도 담양군 대전면 중옥길 34 (중옥리)에 있었던 분교이다.

## 연혁
- 1968년 9월 23일 한재국민학교 중옥분교장 개교
- 1969년 8월 31일 옥산국민학교 승격 인가
- 1981년 3월 5일 병설유치원 개원
- 1993년 3월 1일 한재국민학교 중옥분교장
- 1998년 3월 1일 본교로 통폐합

## 현재
폐교 이후, 학교 옛터에는 한국도로공사 광주전남본부/담양지사가 입주하였다.